# Zsozeatya
Kövér Attila művésznevén Zsozeatya (Budapest, 1987. november 2.) magyar youtuber és streamer. Főleg Twitchen streamel, de YouTube-ra is tölt fel videókat. Tartalmaiban videójátékokkal foglalkozik, de gyakran tart valós streameket is, ahol különféle személyes vagy szórakoztató témákról beszél.

## Fiatalkora
Budapest XV. kerületében született és ott járt óvodába. Sok iskolába járt mivel nem volt jó gyerek és sokat költöztek családjával. Az alsós éveit a Pestújhelyi Általános Iskolában töltötte. Majd Gyömrőre költöztek és a Weöres Sándor Általános Iskolába járt. Ezután Tápiószecsőre költöztek és a Gróf Széchenyi István Általános és Alapfokú Művészeti Iskolába járt.
13 évesen már dolgozott, egy kőműves mellett. Azért lett kőműves, mert tanulmányai alapján ezt engedhette meg magának. Első munkahelye építőiparban volt. De dolgozott szórólaposként, magyar színházban díszletépítőként, sírásóként, McDonald’s-ban a Kerepesi úton, klímás redőnyösként, festőként és parkettásként is. Ahogy egyre sikeresebb lett a YouTube-on és a Twitch-en, fokozatosan elhagyta a fizikai munkát, és teljes mértékben az online tartalomkészítésre koncentrált.
Először egy karácsony alkalmával találkozott a videójátékokkal és konzolokkal.

## Pályafutása

### Videózás és streaming
Először a YouTube-ot zenehallgatásra használta  és észrevette, hogy egyesek ott videós tartalomgyártásba kezdtek, így ő is belefogott ebbe. Első csatornáján 1 év alatt 1000 feliratkozóra tett szert, de idővel törölte. Ezután már Zsozeatyaként 2013-ban kezdte tényleges tartalomgyártó karrierjét a YouTube-on. Korábban a Twitchen, majd a Facebookon is próbálkozott streameléssel. A YouTubera visszatérve, 2024 áprilisára több mint 650 ezer feliratkozóra tett szert.
Karrierje során számos különböző játékot közvetített, köztük olyan népszerű címeket, mint a League of Legends, a Grand Theft Auto V, a The Forest, a Stranded Deep, és a Counter-Strike: Global Offensive.

### Egyéb vállalkozásai
Internetes tevékenysége mellett ismertségét felhasználva vállalkozásba kezdett, és megalapította az Nber márkát, melyben fő szerepet játszanak az energiaitalok, valamint üdítőitalok. Ezzel Magyarországon az egyik úttörőnek számított az influencerek között az üdítőpiacon, a márka hamarosan országszerte forgalmazott termékké vált, és később számos más szereplő próbálta meg a sikerét leutánozni egy-egy saját üdítő- vagy energiaital piacra dobásával.
2021 és 2023 közt résztulajdonosa volt egy háztartási gépek kereskedelmével foglalkozó vállalkozásnak is, melyet a Mészáros Lőrinc ügyvédjeként ismert Vörös József vásárolt fel. NFT-k kereskedelmével is próbálkozott. 2023-ban a Post For Rent influenszer- és marketingügynökség Creator Awards díjátadó gáláján gamer és brandbuilder kategóriában is díjazták. A Forbes Magyarország népszerűséget, nézettséget és piaci szerepet is figyelembe vevő legértékesebb magyar influenszerek listáján 2024-ben a 6. helyezést szerezte meg.